# 峨嵋刺

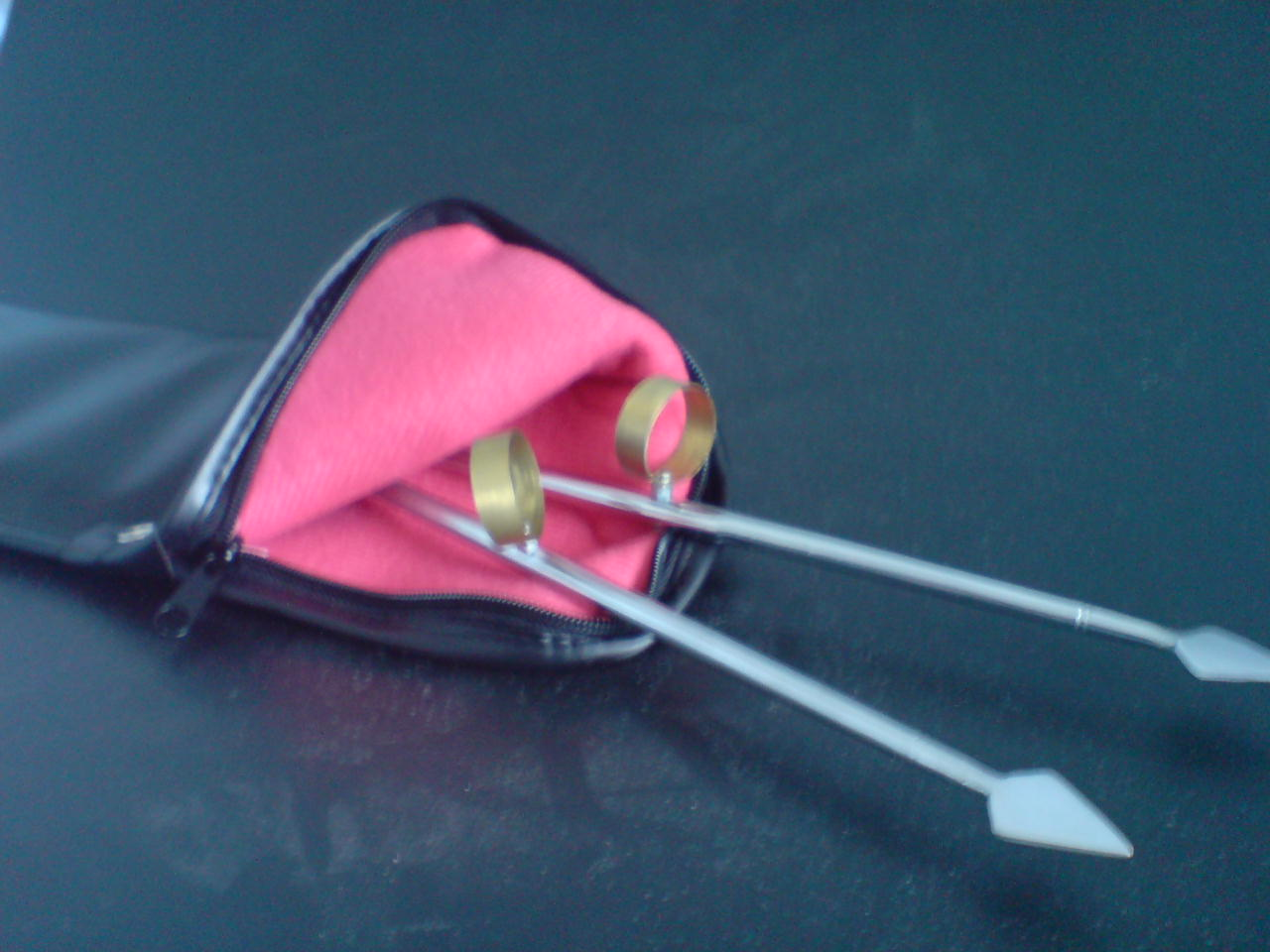

峨嵋刺是一种传统中国武术器械，屬於雙器械。

## 概述
峨嵋刺一般為鐵製，長約30厘米。它们是一对用来防身的有着锋利尖端的金属棒，通常会安装上一个让手指插入的环，以便能够旋转并精巧地操纵。
據說峨嵋刺是由峨嵋山的道長所創，被当成一种武术器械一直到今天，但此說缺乏文獻根據。另一說是由古代水戰用的兵器峨嵋針演變而成。。
峨嵋刺與判官笔相似，使用了张开手掌的技术。
使用这种武器的总体思想是用旋转刀身来迷惑对手从而分散其注意力，以便能靠得足够近来刺伤他。也可能先隐匿起来然后发起突然袭击。。

## 古典文化
俠義小說《三俠五義》中，五鼠之一的「翻江鼠」蔣平擅長的兵器名為「分水峨嵋刺」。

## 流行文化
在一些現代流行文化作品中，亦有角色以峨嵋刺為武器。
- 電子遊戲《真·三國無雙7》：王異（Empires）
- 電視劇《鐵拳英雄》：金福妹（姚子羚飾）[3]
- 武俠小說《射雕英雄傳》：黃蓉